# Préture
La préture fut, à l'époque romaine, une magistrature créée en -365, lorsque les plébéiens purent accéder au consulat. On les appelait les préteurs.
Cette charge ne fut conférée à l'origine qu'à des patriciens, mais dès -337, des plébéiens parvinrent à accéder à la préture.
Elle fut d'abord unique, avec un seul préteur, puis il y en eut deux à partir de -244, quatre en -228, puis huit sous Sylla, dix voire quatorze sous Jules César. Avec l'empire, le nombre des préteurs fut porté de douze à dix-huit.
La préture était une charge annuelle, la deuxième des grandes dignités annuelles ordinaires, après celle de consul. Il fallait avoir au moins 35 ans et être élu par les comices.